# Honda XL 700 V Transalp
Die XL 700 V Transalp ist ein als Reiseenduro konzipiertes Motorrad des Fahrzeugherstellers Honda und wurde von 2007 bis 2012 gebaut.

## Geschichte
Das Motorrad wurde am 2. Oktober 2007 auf der Pariser Motorradmesse Mondial du Deux Roues präsentiert und war nach der XL 400 V, XL 600 V und der XL 650 V bereits die vierte Generation, die unter dem Namen Transalp vermarktet wurde. Das Motorrad wurde von 2007 bis 2009 in Spanien unter dem Werkscode RD 13 hergestellt, von 2010 bis 2012 erfolgte die Fertigung in Italien unter dem Werkscode RD 15.

## Technische Daten

### Antrieb
Der flüssigkeitsgekühlte Zweizylindermotor ist technisch von der Honda NT 700 V Deauville abgeleitet. Der V-Motor ist längs eingebaut und hat einen Zylinderbankwinkel von 52 Grad. Der Viertaktmotor erzeugt aus 680 cm³ Hubraum eine Nennleistung von 44 kW (60 PS) und ein Drehmoment von 60 Nm bei einer Drehzahl von 6.000 min−1. Jeder Zylinderkopf hat eine kettengetriebene Nockenwelle, welche über Kipphebel zwei Einlass- und zwei Auslassventile ansteuert. Das Motorrad beschleunigt in 5,1 Sekunden von 0 auf 100 km/h und erreicht eine Höchstgeschwindigkeit von 172 km/h.

### Kraftübertragung
Die Krafttrennung erfolgt durch eine seilzugbetätigte Mehrscheibenkupplung im Ölbad, die Drehmomentumwandlung durch ein klauengeschaltetes Fünfganggetriebe. Der Sekundärantrieb ist mit einem Kettenantrieb umgesetzt.

### Kraftstoffversorgung und -verbrauch
Die Gemischbildung erfolgt durch eine als programmed fuel injection (PGM-FI) bezeichnete, computergesteuerte Kraftstoffeinspritzung. Die Zündung erfolgt je Zylinder durch eine mittig angeordnete, transistorgesteuerte Zündkerze. Der durchschnittliche Kraftstoffverbrauch beträgt 5,5 Liter auf 100 km bei einer Geschwindigkeit von 120 km/h. Der Kraftstofftank hat ein Volumen von 17,5 Liter, davon sind 3 Liter Reserve. Der Hersteller empfiehlt die Verwendung von Motorenbenzin mit einer Klopffestigkeit von mindestens 91 Oktan. Die Abgasnachbehandlung erfolgt durch einen geregelten Katalysator mit Lambdasonde und unterschreitet die Schadstoffgrenzwerte die Abgasnorm Euro-3.

### Fahrwerk
Das Fahrwerk baut auf einem Doppelschleifenrahmen aus Vierkantstahlrohr mit angeschweißtem Stahlheck auf, der Motor ist dabei mittragend. Das Vorderrad wird von einer Teleskopgabel geführt, die hintere Radaufhängung besteht aus einer Pro-Link-Schwinge und einem progressiv angelenkten Zentralfederbein. Im fahrbereiten Zustand wiegt das Motorrad 219 kg, die maximale Zuladung beträgt 200 kg.

## Kritiken
„Wichtiger in dieser Fahrzeugkategorie sind alltagstaugliche Tugenden wie Zuverlässigkeit, Verarbeitungsqualität, ein fülliger Drehmomentverlauf und niedriger Verbrauch. (…) Bei den äußerst zügigen Landschaftserkundungen flossen jedoch kaum mehr als fünf Liter durch die Einspritzdüsen und der Aktionsradius tendiert damit stramm in die Richtung akzeptabler 300 Kilometer.“

„Die Transalp ist ein absolut unkompliziertes Motorrad, das ohne Angewöhnungszeit einfach zu beherrschen ist. Sie ist sehr berechenbar, birgt keine problematischen Tücken oder unangenehmen Überraschungen und ist so absolut vertrauenerweckend. Gegenüber ihrer Vorgängerin ist sie deutlich handlicher geworden. Der Motor ist zwar kraftvoller, Bäume reisst er aber noch immer keine aus. Für zügiges Vorankommen hat der V2 aber ausreichend Leistung, glänzt mit angenehmem Charakter und verlangt kaum Aufmerksamkeit.“